# Olimpia Di Maio
Olimpia Di Maio (Napoli, 29 maggio 1929 – Napoli, 13 giugno 2006) è stata un'attrice, comica e commediografa italiana.

## Biografia
Figlia d'arte di Oscar Di Maio, commediografo, e dell'attrice Margherita Parodi, sorella di Eduardo Di Maio, Maria Di Maio e Gaetano Di Maio, inizia a recitare nella compagnia dei genitori, al fianco di Salvatore Cafiero.
Vestirà il ruolo della donna comica, contrapposta alla seconda donna, la cattiva. In seguito reciterà nelle commedie del fratello Gaetano, con Nino Taranto, Ugo D'Alessio, Pietro De Vico, Enzo Cannavale, Rino Marcelli, Giacomo Rizzo, Nuccia Fumo, Nunzia Fumo, Rosalia Maggio, Gennarino Palumbo.
Lavorerà con Roberto De Simone, ne La gatta Cenerentola, Vittorio Viviani, Stefano Satta Flores. Si dedicherà anche alla sceneggiata napoletana, recitando in spettacoli come Core spezzato con Mirna Doris, Lacrime napulitane con Geppy Gleijeses.
Nel 1978 debutta al cinema nel film di Alfonso Brescia L'ultimo guappo, con Mario Merola. Nel 1983 interpreta il ruolo di Assunta, la madre di Vincenzo, nel film di Massimo Troisi Scusate il ritardo. Dopo aver recitato in Non lo sappiamo ancora, nel 1999, ritorna al cinema nel 2000, recitando in Lontano in fondo agli occhi di Giuseppe Rocca e in Denti di Gabriele Salvatores, interpretando la madre del dottor Cagnano (Paolo Villaggio).
Negli anni '70 inizia a prendere parte a varie trasmissioni sull'emittente campana Napoli Canale 21. In seguito, dal 1996 al 2006, prende parte a varie trasmissioni del nipote Oscar Di Maio, anch'egli attore, sull'emittente Telecapri, come La famiglia Passaguai, Telecafone, Casa Di Maio, Il grande Cafone, con Antonio Allocca.
Muore il 13 giugno 2006, a 77 anni. I funerali si tennero nella Chiesa di San Ferdinando di Napoli.

## Commedie scritte
- Arezzo 29 in tre minuti, con Gaetano Di Maio
- Ce penza mammà, con Gaetano Di Maio
- Gennaro Belvedere, testimone cieco, con Gaetano Di Maio

## Filmografia
- Lontano in fondo agli occhi di Giuseppe Rocca (2000)
- Denti di Gabriele Salvatores (2000)
- Non lo sappiamo ancora di Lino D'Angiò, Alan De Luca e Stefano Bambini (1999)
- Scusate il ritardo di Massimo Troisi (1983)
- L'ultimo guappo di Alfonso Brescia (1978)